# Mount Davis (Antarktika)
Mount Davis ist ein über 3800 m hoher Berg im westantarktischen Ellsworthland. Er ragt 1,6 km nördlich des Mount Bentley in der Sentinel Range des Ellsworthgebirges auf.
Entdeckt wurde er von der sogenannten Marie Byrd Land Traverse Party, einer Mannschaft vorwiegend zur Erkundung des Marie-Byrd-Lands zwischen 1957 und 1958. Diese benannte den Berg nach dem US-amerikanischen Geophysiker Leo E. Davis, Geomagnetologe und Seismologe auf der Byrd-Station im Jahr 1957.